# Чурилово (Шекснинский район)
Чурилово — деревня в Шекснинском районе Вологодской области.
Входит в состав городского поселения Чёбсарское, с точки зрения административно-территориального деления — в Чёбсарский сельсовет.
Расстояние по автодороге до районного центра Шексны — 19 км, до центра муниципального образования Чёбсары — 6 км. Ближайшие населённые пункты — Жайно, Селино, Герасимово, Коротково.
По переписи 2002 года население — 12 человек.